# Santuario di Maria Santissima di Campiglione
Il Santuario di Maria Santissima di Campiglione di culto cattolico mariano è sito in Caivano nella città metropolitana di Napoli ed è uno dei Santuari più antichi della Diocesi di Aversa.

## Storia
Le prime notizie sul Santuario risalgono ad un'epistola di papa Gregorio Magno del 592 al vescovo Importuno di Atella. Altre fonti attestano la presenza e l'attività della chiesa nel 1208 ma si trattava di una modesta cappella. Risale invece XV secolo , la tradizione vuole dovuta ad un miracolo, un importante sviluppo della cappella che diviene punto di riferimento e meta di pellegrinaggio.
La chiesa fu affidata nel 1559 all’Ordine dei padri domenicani, che la officiarono fino al periodo napoleonico. Quando nel 1809, con i decreti di Gioacchino Murat vi fu la soppressione degli ordini religiosi e la restituzione dei beni ecclesiastici che vennero resi pubblici con varie destinazioni ; i monaci dovettero cedere i loro beni al Municipio.
Nel corso delle prime decadi del XIX secolo, il santuario fu ampliato, vennero aggiunte una sagrestia ed un organo e decorato anche grazie all'impegno del sacerdote Filippo Pepe, tra il 1824 e il 1843, a sue spese, compì alcuni degli ingenti lavori.
Nel 1902 La chiesa fu poi officiata dai frati carmelitani.
Tra l'ottocento e il novecento sono stati realizzati tre importanti opere di restaurazione, Nel corso della prima l'edificio di culto assunse il tipico stile neoclassico in quanto si omisero tutte le opere più antiche presenti. Nel corso del secondo restauro venne affrescata la volta e furono ristrutturate le finestre laterali. Tra il 1920 e il 1930 a causa del danneggiamento di alcuni affreschi, tra cui quello della volta, si predisposero i lavori per una nuova decorazione del santuario.
Al 2022 sono in atto opere di ristrutturazione degli esterni che sono finite verso la fine del 2023.

### Miracolo
Al centro della narrazione del miracolo è un affresco rappresentante una rara raffigurazione dell'Ascensione di Cristo con gli Apostoli e la Vergine orante, meglio nota come la Madonna di Campiglione.
La tradizione narra di un miracolo avvenuto nel 1483.  Tra i molti fedeli della cittadina di Caivano che frequentavano la chiesa di Campiglione pregando rivolti alla sacra immagine vi era una donna particolarmente devota, che puliva la cappella, portava fiori e invocava la protezione della Madonna.
La storia racconta che il giovane figlio della donna un giorno all'imbrunire rientrando per un sentiero di campagna, sentì un forte rumore come d'arma da fuoco e si avvicinasse al luogo da cui gli sembrava provenisse. Nello stesso momento alcune guardie di passaggio erano state attratte dallo stesso fragore. Il giovane veniva così trovato chino sul corpo del morto e dunque accusato ingiustamente di omicidio. Date le prove contro di lui, in seguito al giudizio del tribunale, venne condannato a morte.
La madre, il giorno dell’impiccagione, si prostrò in preghiera davanti alla Madonna, che secondo alcune versioni prima le rivolse lo sguardo, poi, straziata dalle suppliche per il dolore filiale, mosse leggermente la testa distanziandola dal muro e proprio in quel momento giunse un messaggero del re, con una lettera scritta dal viceré in persona in cui veniva concessa la grazia al giovane.

## Descrizione
Il Santuario Maria Santissima di Campiglione presente al suo interno affreschi appartenenti a diverse epoche in quanto ristrutturato più volte nel corso dei secoli e al 2022 sono ancora presenti opere barocche e rinascimentali.

### Esterno
La facciata esterna si presenta su due ordini delimitati da una trabeazione; nel registro inferiore vi sono tre portali d'ingresso di cui quello centrale è il maggiore.  La parte superiore della facciata è alleggerita mediante tre finestre decorate rettangolari sormontato da un timpano triangolare; ai lati è delimitata da due campanili gemelli. 

### Interno
L’interno è composto da tre navate di cui la principale è percorsa da una fascia di trabeazione e una grande volta a botte con dipinti di epoca recente, mentre le laterali presentano dodici cappelle in cui sono presenti affreschi quali  La Madonna delle Grazie e le anime purganti, il Miracolo di Campiglione, La Giustizia e La lotta tra il Bene e il Male.
La navata destra presenta: Cappella della Presentazione, Cappella di Sant’Elia, Cappella di S. Francesco Saverio,Cappella dell’Ara Pacis,Cappella della Madonna del Carmelo, Cappella del Rosario.
La navata sinistra presenta: Cappella dell’Addolorata, La natività, Cappella di San Vincenzo, Cappella del Sacro Cuore, Cappella di S. Teresa del Buon Gesù.

#### Affresco dell'Ascensione di Cristo con gli Apostoli e la Vergine orante

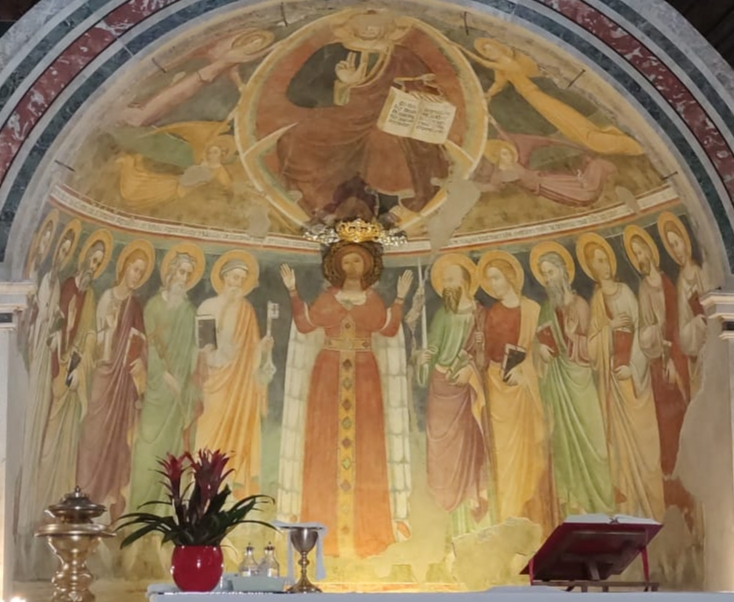
Ascensione di Cristo con gli Apostoli e la Vergine orante

L'affresco, datato 1419, è opera di un ancor ignoto pittore napoletano anche se alcuni studiosi lo attribuirebbero a Colantonio, tra le due fasce dell'ordine superiore ed inferiore mostra un'iscrizione in caratteri gotici, in cui sono presenti informazioni un riferimento alla commissione dell'opera e la data. 
All'altezza dello zoccolo del piedistallo , in  cui sono presenti motivi decorativi, troviamo la raffigurazione a grandezza naturale dei dodici apostoli rappresentati con l'aureola intorno al capo ed il vangelo tra le mani oltre ad una caratterizzazione quali le chiavi per San Pietro o la Spada per San Paolo, inoltre i nomi dei santi sono presenti all'altezza dei piedi alla base della raffigurazione.
Al centro dell'affresco troneggia la Vergine con degli abiti in stile bizantino ornata da una cintura di gemme e ricami, il cui capo è cinto da una corona finemente cesellata. Nella parte superiore, all'interno di una mandorla sorretta da una coppia di cherubini, vi è l'immagine del Cristo benedicente con tra le mani un libro aperto in cui è presente una scritta in latino tratto da una passo del vangelo di Giovanni: " Io sono la luce del mondo, chi segue me non camminerà nelle tenebre".

## Festa di Campiglione

### Origini
La festa di Campiglione fin dal 1800 si svolgeva la seconda domenica di maggio e consisteva nella sfilata dei carri addobbati trainati da buoi di razza, lustrati e adornati di drappi. La luminaria era costituita da pali di legno installati a coppia sul ciglio della Via Campiglione infittendosi nello slargo in prossimità del corso. Fra le coppie di pali venivano tesi dei fili di ferro dove venivano sospese delle lucerne ad olio che illuminavano la strada per tutta la notte.

#### 2022
Dal xix al 2022 i festeggiamenti durano circa sei giorni in occasione della festa si allestiscono delle luminarie artistiche. Il momento più suggestivo ed importante della festa è la processione a cui partecipano molti fedeli e devoti di Caivano e dei paesi limitrofi. Nella piazza si tengono spettacoli di musica sinfonica. La mattina della festa si apre con una diana pirotecnica e segue la sfilata delle bande musicali per il paese. Il momento culminante della manifestazione fa sfoggio di un grande spettacolo pirotecnico